# Kuhikugu
Kuhikugu és un jaciment arqueològic situat al Brasil, a la capçalera del riu Xingu, a la selva amazònica. La zona al voltant de Kuhikugu es troba actualment en una part del Parc indígena del Xingu. Kuhikugu va ser descobert per primera vegada per l'antropòleg Michael Heckenberger, que treballava al costat dels kuikuro, que són els possibles descendents dels habitants originals de Kuhikugu.

## Complex arqueològic i història
En el sentit ampli, el nom es refereix a un complex arqueològic que inclou vint ciutats i pobles, repartits en una àrea al voltant de 20.000 km², on podrien haver viscut prop de 50.000 persones. Probablement Kuhikugu va estar habitat des de fa uns 1.500 anys fins a uns 400 anys enrere, quan les persones que hi vivien van morir probablement per malalties provocades pels europeus Tot i que els europeus probablement no les haurien transmès directament als habitants de Kuhikugu, les van transmetre directament a socis comercials d'altres zones. Quan els europeus van arribar a aquesta zona, la civilització ja estava en declivi. Els primers conqueridors que van explorar aquesta zona probablement van veure els darrers moments d'aquestes ciutats i els seus registres proporcionen informació sobre què els haurien semblat aquestes ubicacions. I quan els europeus van tornar un temps després, les ciutats i els pobles ja eren consumits per la selva tropical. Els indígenes vivien ara en tribus allunyades de les ruïnes, i la memòria d’aquesta civilització es recordava a través de la tradició oral.
El que diferencia a la gent que hauria habitat Kuhikugu d'altres civilitzacions sud-americanes són els seus monuments horitzontals. A diferència dels asteques o maies que construïen piràmides, aquests van construir llargs monuments a terra pels seus déus. Presumptament, això es deu al fet que seria impossible mantenir una gran piràmide en una selva tropical i que serien empetitides pels arbres que l'envolten. L'enginyeria era prou sofisticada per ponts que creuaven grans seccions de rius i fossats amb finalitats defensives. A més, la terra preta que envolta la zona indica una activitat agrícola a gran escala.

## Assentament X11
En sentit estricte, Kuhikugu és l'assentament X11 d'aquest complex, situat a prop de Porto dos Meinacos a la riba oriental del llac Kuhikugu (ara Lagoa Dourada) a 12° 33′ 30″ S, 53° 6′ 40″ O / 12.55833°S,53.11111°O. Allà, així com els altres antics assentaments del complex de Kuhikugu, imatges de satèl·lit revelen que encara avui el bosc difereix de les zones verges circundants, i l'exploració terrestre revela que això és un efecte de l antosol (cf. terra preta), conegut pels Kuikuro com a egepe. Directament al nord del jaciment X11 hi ha un poble kuikuro, la mida petita del qual proporciona una interessant comparació amb la gran superfície d'"egepe" que indica l'assentament prehistòric.
Es van construir grans rases defensives i palissades al voltant d'algunes de les comunitats de Kuhikugu. També existeixen grans places en algunes de les ciutats de la regió, algunes d'uns 150 metres d'ample. Moltes de les comunitats a Kuhikugu estaven enllaçades, amb carreteres que travessaven alguns rius al llarg dels seus camins, i amb canals de canoa que corrien al costat d'algunes de les carreteres. Els llocs X35 i X34 són comunitats significatives connectades per dues d’aquestes carreteres. El lloc X11 té un total de 4 suburbis que es connecten per riu o carretera, i tots semblen tenir una relació constant entre si. Podria haver hagut camps de mandioca (cassava) al voltant de les comunitats a Kuhikugu, cosa que suggereix que eren agricultors. Les preses i estanys que semblen haver estat construïts a la zona també suggereixen que els habitants de Kuhikugu podrien haver participat en la piscicultura, que encara es practicada per alguns dels seus temps moderns. Descendents de Kuikuro.

## La ciutat perduda de Z
Existeix la possibilitat que les llegendes sobre Kuhikugu puguin convèncer l'explorador britànic tinent coronel Percy Fawcett per anar a la seva expedició per a "Ciutat Z". Fawcett va afirmar haver descobert un gran nombre de fragments de ceràmica a l'Amazones mentre feia treballs de camp, i els llocs de Kuhikugu podrien haver tingut una gran quantitat de ceràmica a la superfície. Hi ha més de 20 jaciments que abasten Kuhikugu, cadascun dels quals podria donar suport a més de 5.000 persones, i la sofisticada planificació de la ciutat i les estructures restants podrien haver estat el que buscava Fawcett. Tots els llocs segueixen un disseny similar, el que significa que qualsevol dels llocs podria haver influït en Fawcett a buscar la seva ciutat perduda.